# 第7回スーパーボウル
第7回スーパーボウル（Super Bowl VII）は1973年1月14日にカリフォルニア州ロサンゼルスのロサンゼルス・メモリアル・コロシアムで開催された試合。AFCチャンピオンであるマイアミ・ドルフィンズとNFCチャンピオンであるワシントン・レッドスキンズの対戦。ドルフィンズがレッドスキンズを14-7で破って、スーパーボウル初制覇を果たした。MVPはドルフィンズのセイフティであるジェイク・スコットが受賞した。
スーパーボウルではノーネーム・ディフェンス（トム・ランドリーの発言が由来）と呼ばれた守備陣が第3Qまで相手を無得点に抑え、ガロ・イェプレミアンがFGをブロックされた後、パスを投げようとしてファンブルしたボールをマイク・バスが拾い49ヤードリターンしたタッチダウンによる7点に抑えて勝利、17戦無敗、パーフェクトシーズンでスーパーボウルを制した。
それまでのスーパーボウルで最多の90,182人の観客が訪れた。

## 背景

### マイアミ・ドルフィンズ
ドルフィンズはレギュラーシーズン途中にエースQBを欠きながら14勝0敗でシーズンを終えた。第5週の試合でエースQBボブ・グリーシーは右足を骨折し、足首を脱臼した。翌週から38歳のQBアール・モラルが先発し、残り9試合に全勝した。モラルは、この活躍でその年のカムバック賞に選ばれた。モラルはかつてボルチモア・コルツ時代、ドン・シュラヘッドコーチの下でジョニー・ユナイタスの控えQBを務めており、第3回スーパーボウルでは先発出場していた。
ドルフィンズは若い選手たちが多く、スーパーボウルで先発出場した選手のうち、30歳以上は、ニック・ブオニコンティ1人であった。
ドルフィンズは、ラリー・ゾンカ、ジム・キイク、マーキュリー・モリス（前年まではリターナーを務めていたが、キイクから先発ハーフバックの座を奪った。しかしスーパーボウルでは経験豊富なキイクが先発した。）による強力なランニングバック陣を擁した。ゾンカはチームトップの1,117ヤードを走り6TD、キイクは521ヤードを走り5TD、モリスは1000ヤードを走り、NFLトップの12TD、15回のレシーブで168ヤード、キックオフリターンでも334ヤードを記録した。ドルフィンズのラン攻撃はNFL新記録の2960ヤードを獲得し、同一チームで2人の1000ヤードラッシャーが誕生したこともNFL史上初めてのことであった。ドルフィンズはNFL最多の385得点をあげた。
レシーバーのポール・ウォーフィールドは、ラン攻撃が中心のドルフィンズで貴重なディープスリートとして、29回のレシーブで606ヤード（平均20.9ヤード）を獲得した。ドルフィンズのオフェンスラインは、後にプロフットボール殿堂入りを果たすジム・ランガー、ラリー・リトルに率いられた。
ダラス・カウボーイズのヘッドコーチ、トム・ランドリーが名付け親となった、ノーネームディフェンスと呼ばれたディフェンスは、後に殿堂入りをするLBニック・ブオニコンティに率いられ、NFL最少の171失点でシーズンを終えた。またNFL2位の26インターセプトをあげた。Sジェイク・スコットが5インターセプト、ロイド・マンフォードが4インターセプトをあげた。またディック・アンダーソンは3インターセプトに加えてNFLトップの5ファンブルリカバーをマークした。
シーズン中にディフェンスラインマンに負傷者が出たため、ディフェンスコーディネーター、ビル・アーンスパーガーの考案した53ディフェンスを（背番号53のボブ・マチソンを4-3ディフェンスのディフェンシブエンドで起用したり、3-4ディフェンスのラインバッカーとして起用した。）用いた。マニー・フェルナンデスがノーズタックルを務めた。マチソンは、ラインバッカーとして起用された際、パスラッシュやパスカバーで活躍した。LBダグ・スウィフトは3インターセプト、1ファンブルリカバーを記録した。
ドルフィンズはレギュラーシーズンを無敗で終えたが、これは1934年、1942年のシカゴ・ベアーズしか記録しておらず、ベアーズはいずれの年もNFLチャンピオンシップゲームで敗れていた。なお、クリーブランド・ブラウンズは、AAFC時代の1948年に無敗でチャンピオンとなった。

### ワシントン・レッドスキンズ
1970年、6勝8敗に終わった後、レッドスキンズは、ジョージ・アレンをヘッドコーチに迎えた。勝利にはベテラン選手が必要というのがアレンのコーチ哲学であり、若い選手やドラフト指名権を経験豊富なベテラン選手とトレードし、NFLで最も平均年齢の高いチーム（先発選手の平均年齢31歳）を作り上げた。チームは1971年、9勝4敗1分、1972年は11勝3敗でシーズンを終えた。
レッドスキンズの先発QBは33歳のビリー・キルマーであり、パス225回中120回成功、1648ヤードを獲得し、NFLトップの19TDをあげる一方、わずか11インターセプトで、NFLトップのQBレイティング84.8でシーズンを終えた。キルマーはシーズン開幕から3試合先発したがニューイングランド・ペイトリオッツに23-24で敗れた後、38歳のベテランソニー・ジャーゲンセンに先発の座を奪われた。ジャーゲンセンがアキレス腱を断裂し、シーズン絶望となったため、先発に返り咲いた。強力なラン攻撃が2人のランニングバックによって行われ、ラリー・ブラウンは285回のランでNFCトップ、NFL2位の1216ヤードを走るとともに、32回のレシーブで473ヤードを獲得、12TDをあげて、シーズンMVP、NFL最優秀攻撃選手に選ばれた。チャーリー・ハラウェイは、148回のランで567ヤードを走った。後の殿堂入り選手、WRチャーリー・テイラーは、WRロイ・ジェファーソンとともにディープスリートとして起用され、合計84回のレシーブで1223ヤードを獲得、10TDをあげた。
ディフェンスではLBクリス・ハンバーガーが4インターセプト、1TD、CBパット・フィッシャーが4インターセプト、マイク・バスが3インターセプトをあげた。

### プレーオフ
ドルフィンズのモラルはクリーブランド・ブラウンズとのプレーオフでも先発し、20-14で勝利したが、ピッツバーグ・スティーラーズとのAFCチャンピオンシップゲームでは後半からグリーシーがQBを務め、21-17でドルフィンズは勝利した。この試合でドルフィンズのラリー・シープルはフェイクパントを成功させた。
レッドスキンズは、プレーオフでグリーンベイ・パッカーズに16-3、NFCチャンピオンシップゲームではダラス・カウボーイズを26-3とタッチダウンを許さずにスーパーボウル出場を決めた。

### ゲーム前の話題
ドルフィンズが無敗でチャンピオンとなるかどうか、グリーシーとモラルのどちらが先発するかに注目が集まった。
オーバー・ザ・ヒル・ギャングと呼ばれたベテラン選手の多いレッドスキンズが勝利すると予想するものが多かった。ドルフィンズは全勝したものの勝ち越しチームはそれぞれ8勝6敗でシーズンを終えたカンザスシティ・チーフス、ニューヨーク・ジャイアンツのみであり、レギュラーシーズンのスケジュールが楽であったと考えられた。またプレーオフも接戦であった。
レッドスキンズのアレンヘッドコーチは、相手チームのスパイをすると評判があり、NFLがドルフィンズに提供した練習場所であるロサンゼルス・ラムズの施設は近くの学校から丸見えであったため、ドルフィンズは近くのコミュニティカレッジに練習場所を変えるとともに、毎日木の上にスパイがいないか確認を行った。
スーパーボウル前日の練習でドルフィンズの5フィート7インチ、150ポンドのガロ・イェプレミアンはシュラヘッドコーチの息子、デイブ・シュラへ30ヤードのパスを成功させるなど、リラックスした様子を見せた。
スーパーボウルのおよそ1週間前、ドルフィンズの守備選手、ビル・スタンフィル、マニー・フェルナンデスは、3フィートのアリゲーターを捕まえ、翌日のチーム練習の際にシュラヘッドコーチの専用シャワーにアリゲーターを放った。

## テレビ放映とエンターテインメント
NBCが全米中継を行った。カート・ガウディが実況、アル・デロガティスが解説を務めた。
それまでのスーパーボウルではスーパーボウル開催都市ではブラックアウトが行われており、生放送がされなかったが、チケットが完売したことから、ロサンゼルスでも生放送が行われた。NFLは翌年からブラックアウトのルールを変更し、試合開始72時間前までにチケットが売りきれなかった場合、ブラックアウトルールを適用することとした。この大会以後、スーパーボウルがブラックアウトされたことはない。
ゲーム前のイベントではアポロ17号にちなんだ催しが行われ、ミシガン大学のマーチングバンド、1カ月前に月から帰還した宇宙飛行士ユージン・サーナン、ロナルド・エヴァンス、ハリソン・シュミットが出演した。
アメリカ国歌をシカゴ・ホリーエンジェルズ教会のメンバーが歌った後、シトラス大学の歌手及びアンディ・ウィリアムズが"Happiness Is"を歌った。

## 試合経過
| \| 開始 \| 開始 \| 開始 \| ボール保持 \| ドライブ \| ドライブ \| TOP \| 結果 \| 得点内容 \| 得点内容 \| 得点内容 \| 得点 \| 得点 \| \| Q \| 時間 \| 地点 \| ボール保持 \| P \| yd \| TOP \| 結果 \| yd \| 得点者 \| PAT \| ドルフィンズ \| レッドスキンズ \| \| ------------------------------------------------------------------------------------------------------------------------------- \| ------------------------------------------------------------------------------------------------------------------------------- \| ------------------------------------------------------------------------------------------------------------------------------- \| ------------------------------------------------------------------------------------------------------------------------------- \| ------------------------------------------------------------------------------------------------------------------------------- \| ------------------------------------------------------------------------------------------------------------------------------- \| ------------------------------------------------------------------------------------------------------------------------------- \| ------------------------------------------------------------------------------------------------------------------------------- \| ------------------------------------------------------------------------------------------------------------------------------- \| ------------------------------------------------------------------------------------------------------------------------------- \| ------------------------------------------------------------------------------------------------------------------------------- \| ------------ \| -------------- \| \| 1 \| 15:00 \| 自陣24 \| ドルフィンズ \| 3 \| 8 \| 2:55 \| パント \| — \| — \| — \| — \| — \| \| 1 \| 12:05 \| 自陣25 \| レッドスキンズ \| 6 \| 15 \| 3:38 \| パント \| — \| — \| — \| — \| — \| \| 1 \| 8:27 \| 自陣32 \| ドルフィンズ \| 5 \| -7 \| 3:22 \| パント \| — \| — \| — \| — \| — \| \| 1 \| 5:05 \| 自陣40 \| レッドスキンズ \| 3 \| -9 \| 2:10 \| パント \| — \| — \| — \| — \| — \| \| 1 \| 2:55 \| 自陣37 \| ドルフィンズ \| 6 \| 63 \| 2:54 \| タッチダウン（パス） \| 28 \| グリーシー→Twilley \| キック成功 \| 7 \| 0 \| \| 1-2 \| 0:01 \| 自陣31 \| レッドスキンズ \| 3 \| 2 \| 1:41 \| インターセプト \| — \| — \| — \| — \| — \| \| 2 \| 13:10 \| 敵陣47 \| ドルフィンズ \| 3 \| -2 \| 2:30 \| パント \| — \| — \| — \| — \| — \| \| 2 \| 10:40 \| 自陣20 \| レッドスキンズ \| 5 \| 14 \| 3:05 \| パント \| — \| — \| — \| — \| — \| \| 2 \| 7:35 \| 自陣32 \| ドルフィンズ \| 4 \| 11 \| 1:54 \| パント \| — \| — \| — \| — \| — \| \| 2 \| 5:41 \| 自陣17 \| レッドスキンズ \| 7 \| 31 \| 3:50 \| インターセプト \| — \| — \| — \| — \| — \| \| 2 \| 1:51 \| 敵陣27 \| ドルフィンズ \| 5 \| 27 \| 1:33 \| タッチダウン（ラン） \| 1 \| Kiick \| キック成功 \| 14 \| 0 \| \| 2 \| 0:18 \| 自陣33 \| レッドスキンズ \| 2 \| 0 \| 0:18 \| 前半終了 \| — \| — \| — \| — \| — \| \| 前半終了 \| \| \| \| \| \| \| \| \| \| \| \| \| \| 3 \| 15:00 \| 自陣30 \| レッドスキンズ \| 10 \| 45 \| 4:39 \| 32ydフィールドゴール失敗 \| — \| — \| — \| — \| — \| \| 3 \| 10:21 \| 自陣20 \| ドルフィンズ \| 3 \| 7 \| 2:04 \| パント \| — \| — \| — \| — \| — \| \| 3 \| 8:17 \| 自陣18 \| レッドスキンズ \| 8 \| 33 \| 3:08 \| パント \| — \| — \| — \| — \| — \| \| 3 \| 5:09 \| 自陣17 \| ドルフィンズ \| 8 \| 78 \| 4:44 \| インターセプト \| — \| — \| — \| — \| — \| \| 3-4 \| 0:25 \| 自陣20 \| レッドスキンズ \| 3 \| 7 \| 1:20 \| パント \| — \| — \| — \| — \| — \| \| 4 \| 14:05 \| 自陣49 \| ドルフィンズ \| 3 \| 4 \| 1:39 \| パント \| — \| — \| — \| — \| — \| \| 4 \| 12:26 \| 自陣11 \| レッドスキンズ \| 14 \| 79 \| 7:18 \| インターセプト \| — \| — \| — \| — \| — \| \| 4 \| 5:08 \| 敵陣48 \| ドルフィンズ \| 5 \| 18 \| 3:01 \| ファンブルリターンTD \| 49 \| バス \| キック成功 \| 14 \| 7 \| \| 4 \| 2:07 \| 自陣16 \| ドルフィンズ \| 5 \| 48 \| 0:53 \| パント \| — \| — \| — \| — \| — \| \| 4 \| 1:14 \| 自陣30 \| レッドスキンズ \| 3 \| -13 \| 1:14 \| 第4ダウン失敗 \| — \| — \| — \| — \| — \| \| P=プレー数、TOP=タイム・オブ・ポゼッション、PAT=ポイント・アフター・タッチダウン。 アメリカンフットボールの用語集 (en) も参照。 \| P=プレー数、TOP=タイム・オブ・ポゼッション、PAT=ポイント・アフター・タッチダウン。 アメリカンフットボールの用語集 (en) も参照。 \| P=プレー数、TOP=タイム・オブ・ポゼッション、PAT=ポイント・アフター・タッチダウン。 アメリカンフットボールの用語集 (en) も参照。 \| P=プレー数、TOP=タイム・オブ・ポゼッション、PAT=ポイント・アフター・タッチダウン。 アメリカンフットボールの用語集 (en) も参照。 \| P=プレー数、TOP=タイム・オブ・ポゼッション、PAT=ポイント・アフター・タッチダウン。 アメリカンフットボールの用語集 (en) も参照。 \| P=プレー数、TOP=タイム・オブ・ポゼッション、PAT=ポイント・アフター・タッチダウン。 アメリカンフットボールの用語集 (en) も参照。 \| P=プレー数、TOP=タイム・オブ・ポゼッション、PAT=ポイント・アフター・タッチダウン。 アメリカンフットボールの用語集 (en) も参照。 \| P=プレー数、TOP=タイム・オブ・ポゼッション、PAT=ポイント・アフター・タッチダウン。 アメリカンフットボールの用語集 (en) も参照。 \| P=プレー数、TOP=タイム・オブ・ポゼッション、PAT=ポイント・アフター・タッチダウン。 アメリカンフットボールの用語集 (en) も参照。 \| P=プレー数、TOP=タイム・オブ・ポゼッション、PAT=ポイント・アフター・タッチダウン。 アメリカンフットボールの用語集 (en) も参照。 \| P=プレー数、TOP=タイム・オブ・ポゼッション、PAT=ポイント・アフター・タッチダウン。 アメリカンフットボールの用語集 (en) も参照。 \| 14 \| 7 \| | | | | | | | | | | |              |                |
| 開始 | 開始 | 開始 | ボール保持 | ドライブ | ドライブ | TOP | 結果 | 得点内容 | 得点内容 | 得点内容 | 得点         | 得点           |
| Q | 時間 | 地点 | ボール保持 | P | yd | TOP | 結果 | yd | 得点者 | PAT | ドルフィンズ | レッドスキンズ |
| 1 | 15:00 | 自陣24 | ドルフィンズ | 3 | 8 | 2:55 | パント | — | — | — | —            | —              |
| 1 | 12:05 | 自陣25 | レッドスキンズ | 6 | 15 | 3:38 | パント | — | — | — | —            | —              |
| 1 | 8:27 | 自陣32 | ドルフィンズ | 5 | -7 | 3:22 | パント | — | — | — | —            | —              |
| 1 | 5:05 | 自陣40 | レッドスキンズ | 3 | -9 | 2:10 | パント | — | — | — | —            | —              |
| 1 | 2:55 | 自陣37 | ドルフィンズ | 6 | 63 | 2:54 | タッチダウン（パス） | 28 | グリーシー→Twilley | キック成功 | 7            | 0              |
| 1-2 | 0:01 | 自陣31 | レッドスキンズ | 3 | 2 | 1:41 | インターセプト | — | — | — | —            | —              |
| 2 | 13:10 | 敵陣47 | ドルフィンズ | 3 | -2 | 2:30 | パント | — | — | — | —            | —              |
| 2 | 10:40 | 自陣20 | レッドスキンズ | 5 | 14 | 3:05 | パント | — | — | — | —            | —              |
| 2 | 7:35 | 自陣32 | ドルフィンズ | 4 | 11 | 1:54 | パント | — | — | — | —            | —              |
| 2 | 5:41 | 自陣17 | レッドスキンズ | 7 | 31 | 3:50 | インターセプト | — | — | — | —            | —              |
| 2 | 1:51 | 敵陣27 | ドルフィンズ | 5 | 27 | 1:33 | タッチダウン（ラン） | 1 | Kiick | キック成功 | 14           | 0              |
| 2 | 0:18 | 自陣33 | レッドスキンズ | 2 | 0 | 0:18 | 前半終了 | — | — | — | —            | —              |
| 前半終了 | | | | | | | | | | |              |                |
| 3 | 15:00 | 自陣30 | レッドスキンズ | 10 | 45 | 4:39 | 32ydフィールドゴール失敗 | — | — | — | —            | —              |
| 3 | 10:21 | 自陣20 | ドルフィンズ | 3 | 7 | 2:04 | パント | — | — | — | —            | —              |
| 3 | 8:17 | 自陣18 | レッドスキンズ | 8 | 33 | 3:08 | パント | — | — | — | —            | —              |
| 3 | 5:09 | 自陣17 | ドルフィンズ | 8 | 78 | 4:44 | インターセプト | — | — | — | —            | —              |
| 3-4 | 0:25 | 自陣20 | レッドスキンズ | 3 | 7 | 1:20 | パント | — | — | — | —            | —              |
| 4 | 14:05 | 自陣49 | ドルフィンズ | 3 | 4 | 1:39 | パント | — | — | — | —            | —              |
| 4 | 12:26 | 自陣11 | レッドスキンズ | 14 | 79 | 7:18 | インターセプト | — | — | — | —            | —              |
| 4 | 5:08 | 敵陣48 | ドルフィンズ | 5 | 18 | 3:01 | ファンブルリターンTD | 49 | バス | キック成功 | 14           | 7              |
| 4 | 2:07 | 自陣16 | ドルフィンズ | 5 | 48 | 0:53 | パント | — | — | — | —            | —              |
| 4 | 1:14 | 自陣30 | レッドスキンズ | 3 | -13 | 1:14 | 第4ダウン失敗 | — | — | — | —            | —              |
| P=プレー数、TOP=タイム・オブ・ポゼッション、PAT=ポイント・アフター・タッチダウン。 アメリカンフットボールの用語集 (en) も参照。 | P=プレー数、TOP=タイム・オブ・ポゼッション、PAT=ポイント・アフター・タッチダウン。 アメリカンフットボールの用語集 (en) も参照。 | P=プレー数、TOP=タイム・オブ・ポゼッション、PAT=ポイント・アフター・タッチダウン。 アメリカンフットボールの用語集 (en) も参照。 | P=プレー数、TOP=タイム・オブ・ポゼッション、PAT=ポイント・アフター・タッチダウン。 アメリカンフットボールの用語集 (en) も参照。 | P=プレー数、TOP=タイム・オブ・ポゼッション、PAT=ポイント・アフター・タッチダウン。 アメリカンフットボールの用語集 (en) も参照。 | P=プレー数、TOP=タイム・オブ・ポゼッション、PAT=ポイント・アフター・タッチダウン。 アメリカンフットボールの用語集 (en) も参照。 | P=プレー数、TOP=タイム・オブ・ポゼッション、PAT=ポイント・アフター・タッチダウン。 アメリカンフットボールの用語集 (en) も参照。 | P=プレー数、TOP=タイム・オブ・ポゼッション、PAT=ポイント・アフター・タッチダウン。 アメリカンフットボールの用語集 (en) も参照。 | P=プレー数、TOP=タイム・オブ・ポゼッション、PAT=ポイント・アフター・タッチダウン。 アメリカンフットボールの用語集 (en) も参照。 | P=プレー数、TOP=タイム・オブ・ポゼッション、PAT=ポイント・アフター・タッチダウン。 アメリカンフットボールの用語集 (en) も参照。 | P=プレー数、TOP=タイム・オブ・ポゼッション、PAT=ポイント・アフター・タッチダウン。 アメリカンフットボールの用語集 (en) も参照。 | 14           | 7              |

ドルフィンズの守備は、ラリー・ブラウンのランを止めて、キルマーにパスを投げさせることを作戦とした。LBブオニコンティがレッドスキンズのオフェンスフォーメーションを見て、適格な指示を各選手たちに伝えた。NTマニー・フェルナンデスは、相手Cレン・ホースを圧倒した。また各選手はカットバックによるランを防いだ。
レッドスキンズの守備は、ゾンカのランを止めて、ドルフィンズのボールコントロールオフェンスを混乱させることを作戦とした。またウォーフィールドに対してはダブルカバーを行った。
前年のスーパーボウルが華氏39度（4℃）と寒い中行われたのに対して、この試合はキックオフ時点で華氏84度（29℃）とそれまでのスーパーボウルでは最も高い気温の中始まった。
コイントスで勝ったドルフィンズは、レシーブを選んだ。第1Qはお互いに守備が活躍し、両チームの最初の2回の攻撃はいずれもパントに終わった。第1Q残り2分55秒に自陣37ヤード地点からの攻撃権を得たドルフィンズは、キイクの2回のランで11ヤードを獲得、グリーシーが18ヤードのパスをウォーフィールドに通して、敵陣34ヤードまで進んだ。その後2回のランで敵陣28ヤード、第3ダウン残り4ヤードから、グリーシーはハワード・トウィリーに28ヤードのTDパスを成功させた。イェプレミアンのトライフォーポイントも決まり、第1Q残り1秒でドルフィンズは7-0とリードした。
レッドスキンズの3回目の攻撃は、フィールド中央でキルマーからチャーリー・テイラーをターゲットとしたパスをジェイク・スコットがインターセプトし、敵陣47ヤードまでリターンした。絶好のポジションで攻撃権を獲得したドルフィンズは、最初のプレーでマーブ・フレミングへの20ヤードのパスを成功させたかに見えたが、クーチェンバーグのイリーガルマン・ダウンフィールドの反則で15ヤードの罰退となり、3アンドアウトとなり、パントに終わった。
続くレッドスキンズの攻撃もパントに終わり、ドルフィンズはゾンカの13ヤードのラン、キイクの8ヤードのランで敵陣47ヤードラインまで前進した後、ウォーフィールドへの47ヤードのTDパスを成功させたかに見えたが、今度はレシーバーのマーリン・ブリスコーがイリーガルモーションの反則を取られてTDパスは無効となった（ブリスコーはこのプレーのみの出場であった。）。第3ダウンにディオン・トルバートがグリーシーをサックし、6ヤードを後退させドルフィンズはパントに終わった。
レッドスキンズは自陣17ヤード地点から前半残り2分を切ってから、敵陣48ヤード地点まで前進したが、第3ダウン残り3ヤードでTEジェリー・スミスを狙ったパスをブオニコンティが自陣41ヤード地点でインターセプト、32ヤードをリターンして、敵陣27ヤードまで戻した。キイク、ゾンカがそれぞれ3ヤードを走った後、グリーシーからのパスをジム・マンディッチがダイビングをして2ヤード地点でパスを捕球した。2プレー後、キイクの1ヤードのTDランが決まり、前半残り18秒でドルフィンズは14-0とリードした。
ドルフィンズのディフェンスはレッドスキンズを前半ランで49ヤード、パスで23ヤード、ファーストダウン4回に抑えた。
後半最初の攻撃でレッドスキンズは自陣30ヤード地点から7プレーで敵陣17ヤード地点まで前進した。第1ダウンでキルマーは2ヤード地点でフリーとなっていたチャーリー・テイラーにパスを投げたが、テイラーはつまづき、パスをキャッチできなかった。第2ダウンのハラウェイへのスクリーンパスは不成功となり、第3ダウンではマニー・フェルナンデスがキルマーをサックし、8ヤードをロスさせた。カート・ナイトが32ヤードのFGを蹴ったが右に外れてレッドスキンズは無得点に終わった。第3Q終盤、ドルフィンズはゾンカの49ヤードのランなどで、78ヤードを前進し、敵陣5ヤードまでボールを進めた。この後、エンドゾーン内のフレミングを狙ったパスをブリッグ・オーエンスがインターセプトし、タッチバックとなった。
第4Q、レッドスキンズは自陣11ヤードから12プレーで敵陣10ヤードまで前進した。第2ダウン、キルマーはエンドゾーン内でワイドオープンとなったTEジェリー・スミスにパスを投げたが、クロスバーに当たりパス不成功に終わった。第3ダウンにキルマーがエンドゾーン内のテイラーを狙ったパスをスコットがインターセプト、55ヤードをリターンして、ドルフィンズは敵陣48ヤードからの攻撃権を獲得した。
ドルフィンズはボールを敵陣34ヤードまで前進し、第4ダウン残り4ヤードでギャンブルを試みようとしたが、シュラコーチは思い直して、この試合が将来語り継がれる際のことを考えると、シーズン17-0の成績で、スーパーボウルも17-0で勝利したいと考えて、ガロ・イェプレミアンに42ヤードのFGを狙わせることにした。イェプレミアンのキックは低く、ビル・ブルンディジがブロック、はね返されたボールは、ホールダーのモラルより早く、イェプレミアンが拾い、ゾンカにパスを投げようとした。しかしボールはイェプレミアンの手からこぼれ落ち、レッドスキンズのCBマイク・バスがこれを拾い、49ヤードを走りリターンTD、残り2分7秒で14-7となった。
レッドスキンズはオンサイドキックを蹴らずに、キックオフを深く蹴り込んだ。ドルフィンズの攻撃でレッドスキンズはタイムアウトを全て使い、残り1分14秒で自陣30ヤード地点からの攻撃権を得たが、2回のパス不成功、スイングパスで4ヤードのロスとなった後、第4ダウンにヴァーン・デン・ヘルダーのQBサックでレッドスキンズの攻撃は終わった。ドルフィンズの14得点での勝利は、第3回のニューヨーク・ジェッツ、第5回のボルティモア・コルツの16点を下回り、スーパーボウル勝利チームの最少得点であり、第53回のニューイングランド・ペイトリオッツによって更新されるまで、スーパーボウル勝利チームの最少得点記録であり、両チームの得点合計21も、53回大会で更新されるまで最少記録であった。
試合終了後、勝者であるドルフィンズのメンバーには1万5000ドル、敗者であるレッドスキンズのメンバーには7500ドルが支払われた。
グリーシーはパス11回中8回成功、88ヤード、1TD、1INTで終えた。ゾンカは15回のランでこの試合トップの112ヤード、キイクは38ヤードを走るとともに、2回のレシーブで6ヤード、1TDをあげた。モリスも34ヤードを走った。ジェイク・スコットは第4Qにエンドゾーン内であげたインターセプトを含め2インターセプトをあげた。マニー・フェルナンデスは11回のソロタックル、6回のアシストタックルを決めた。キルマーはパス28回中14回成功、104ヤードで3回のインターセプトを喫した。ラリー・ブラウンは22回のランで72ヤード（平均3.3ヤード）、5回のレシーブで26ヤードを獲得した。レッドスキンズのロイ・ジェファーソンは、この試合トップの5回のレシーブで50ヤードを獲得した。レッドスキンズは228ヤードを獲得、ドルフィンズは253ヤードを獲得、ファーストダウン回数はレッドスキンズが16回、ドルフィンズが12回であった。
前年スーパーボウルで敗れたチームがスーパーボウルで優勝するのは、第6回スーパーボウルのダラス・カウボーイズ以来2チーム目であり、第7回のドルフィンズ以降、第52回スーパーボウルで敗れたニューイングランド・ペイトリオッツが第53回スーパーボウルで勝利するまで、前年のスーパーボウル敗退チームが翌年のスーパーボウルで勝利することはなかった。
| \| 1 \| 3 \| 8 \| 2:55 \| パント \| \| 2 \| 5 \| -7 \| 3:22 \| パント \| \| 3 \| 6 \| 63 \| 2:54 \| タッチダウン（パス） \| \| 4 \| 3 \| -2 \| 2:30 \| パント \| \| 5 \| 4 \| 11 \| 1:54 \| パント \| \| 6 \| 5 \| 27 \| 1:33 \| タッチダウン（ラン） \| \| 前半終了 \| \| \| \| \| \| 7 \| 3 \| 7 \| 2:04 \| パント \| \| 8 \| 8 \| 78 \| 4:44 \| インターセプト \| \| 9 \| 3 \| 4 \| 1:39 \| パント \| \| 10 \| 5 \| 18 \| 3:01 \| ファンブルリターンTD \| \| 11 \| 5 \| 48 \| 0:53 \| パント \| |          |          |      |                      |
| # | ドライブ | ドライブ | TOP  | 結果                 |
| # | プレー   | ヤード   | TOP  | 結果                 |
| 1 | 3        | 8        | 2:55 | パント               |
| 2 | 5        | -7       | 3:22 | パント               |
| 3 | 6        | 63       | 2:54 | タッチダウン（パス） |
| 4 | 3        | -2       | 2:30 | パント               |
| 5 | 4        | 11       | 1:54 | パント               |
| 6 | 5        | 27       | 1:33 | タッチダウン（ラン） |
| 前半終了 |          |          |      |                      |
| 7 | 3        | 7        | 2:04 | パント               |
| 8 | 8        | 78       | 4:44 | インターセプト       |
| 9 | 3        | 4        | 1:39 | パント               |
| 10 | 5        | 18       | 3:01 | ファンブルリターンTD |
| 11 | 5        | 48       | 0:53 | パント               |

| \| 1 \| 6 \| 15 \| 3:38 \| パント \| \| 2 \| 3 \| -9 \| 2:10 \| パント \| \| 3 \| 3 \| 2 \| 1:41 \| インターセプト \| \| 4 \| 5 \| 14 \| 3:05 \| パント \| \| 5 \| 7 \| 31 \| 3:50 \| インターセプト \| \| 6 \| 2 \| 0 \| 0:18 \| 前半終了 \| \| 前半終了 \| \| \| \| \| \| 7 \| 8 \| 33 \| 3:08 \| パント \| \| 8 \| 3 \| 7 \| 1:20 \| パント \| \| 9 \| 14 \| 79 \| 7:18 \| インターセプト \| \| 10 \| 3 \| -13 \| 1:14 \| 第4ダウン失敗 \| |          |          |      |                |
| # | ドライブ | ドライブ | TOP  | 結果           |
| # | プレー   | ヤード   | TOP  | 結果           |
| 1 | 6        | 15       | 3:38 | パント         |
| 2 | 3        | -9       | 2:10 | パント         |
| 3 | 3        | 2        | 1:41 | インターセプト |
| 4 | 5        | 14       | 3:05 | パント         |
| 5 | 7        | 31       | 3:50 | インターセプト |
| 6 | 2        | 0        | 0:18 | 前半終了       |
| 前半終了 |          |          |      |                |
| 7 | 8        | 33       | 3:08 | パント         |
| 8 | 3        | 7        | 1:20 | パント         |
| 9 | 14       | 79       | 7:18 | インターセプト |
| 10 | 3        | -13      | 1:14 | 第4ダウン失敗  |

## その後
後にニック・ブオニコンティ、ラリー・ゾンカ、スポーツライターのディック・シャープは、17タックルをあげたマニー・フェルナンデスがMVPに選ばれるべきだったと語っている。
ガロ・イェプレミアンがFGに失敗した後、サイドラインに戻った際、ニック・ブオニコンティより、試合に負けたらネクタイでお前の首を絞めてやると言われた。極度のストレスから彼は試合後のパーティー会場から兄弟の助けによって帰宅した。試合終了後、2週間ほど落ち込んだ状態だった彼の元にシュラヘッドコーチからの手紙が届き、彼のチームへの貢献を称え、スーパーボウルでのミスを気にしないように伝えた。イェプレミアンはこの手紙を大切に保管しており、2000年にシュラに感謝を述べたが、シュラは手紙を書いておらず、その手紙は1991年に乳がんで亡くなったシュラの妻、ドロシーによって書かれたものであった。
ドルフィンズとレッドスキンズは10年後の第17回スーパーボウルでも対戦した。Gボブ・クーチェンバーグ、DEヴァーン・デン・ヘルダーの2人はストライキで短縮されたこのシーズンも現役であった。第7回スーパーボウルに出場したレッドスキンズの選手のうち、第17回スーパーボウルに出場した選手はいなかった。1972年のレッドスキンズのメンバーで最後までレッドスキンズに所属していたのは、OTテリー・ハームリングで1980年シーズン終了後に引退した。
レッドスキンズのディフェンスキャプテンであったLBジャック・パーディは、この試合終了後に引退し、16年の現役生活を終えた。彼は1975年から1977年の3年間、シカゴ・ベアーズのヘッドコーチを務めた後、1978年よりアレンの後にレッドスキンズのヘッドコーチを務めた。1980年、チームが6勝10敗に終わると、パーディは解雇されジョー・ギブスがヘッドコーチに就任し、3回のスーパーボウルで優勝した（第17回スーパーボウル、第22回スーパーボウル、第26回スーパーボウル）。パーディはその後、ヒューストン・オイラーズで1990年から1994年までヘッドコーチを務めた。
2007年にニューイングランド・ペイトリオッツがレギュラーシーズン16勝0敗でプレーオフを勝ち上がり、第42回スーパーボウルに出場したがニューヨーク・ジャイアンツに敗れており、この年のドルフィンズ以外にパーフェクトシーズンでスーパーボウルを制覇したチームはない。
ガロ・イェプレミアンのプレーは、「Garo's Gaffe」と呼ばれるようになった。2012年10月12日、タンパベイ・バッカニアーズのパンターマイケル・コーネンはパントをブロックされた後、ボールを拾いパスを投げた。これがカンザスシティ・チーフスのエドガー・ジョーンズにインターセプトされ、そのままリターンTDされた。このプレイの後、バッカニアーズのヘッドコーチ、グレッグ・シアーノは、コーネンが生まれる前に第7回スーパーボウルでイェプレミアンが同じようなプレーをしたことを伝えた。NFLフィルムズが拾ったコーチの肉声ではそれほど怒りは見られなかった。
スーパーボウル優勝チーム恒例のホワイトハウス訪問は、ウォーターゲート事件の影響で実施されず、バラク・オバマアメリカ合衆国大統領の時に実現した。2013年8月20日、ドン・シュラヘッドコーチやラリー・ゾンカら優勝メンバーは、オバマ大統領よりホワイトハウスに招待された。スーパーボウル優勝チームをホワイトハウスに招待する慣習は、1980年以降に始まっており、彼らはこれまでホワイトハウスに招待されたことがなかった。その際、オバマは、1985年のシカゴ・ベアーズがドルフィンズに敗れて15勝1敗となり、惜しくもパーフェクトシーズンを逃したことに触れた。

## スターティングラインアップ
| ドルフィンズ                             | ポジション | レッドスキンズ                          |
| ---------------------------------------- | ---------- | --------------------------------------- |
| オフェンス                               |            |                                         |
| ポール・ウォーフィールド Paul Warfield   | WR         | チャーリー・テイラー Charley Taylor     |
| ウェイン・ムーア Wayne Moore             | LT         | テリー・ハームリング Terry Hermeling    |
| ボブ・クーチェンバーグ Bob Kuechenberg   | LG         | ポール・ラアヴェグ Paul Laaveg          |
| ジム・ランガー Jim Langer                | C          | レン・ホース Len Hauss                  |
| ラリー・リトル Larry Little              | RG         | ジョン・ウィルバー John Wilbur          |
| ノーム・エバンズ Norm Evans              | RT         | ウォルト・ロック Walt Rock              |
| マーブ・フレミング Marv Fleming          | TE         | ジェリー・スミス Jerry Smith            |
| ハワード・トゥウィリー Howard Twilley    | WR         | ロイ・ジェファーソン Roy Jefferson      |
| ボブ・グリーシー Bob Griese              | QB         | ビリー・キルマー Billy Kilmer           |
| ラリー・ゾンカ Larry Csonka              | FB         | チャーリー・ハラウェイ Charley Harraway |
| ジム・キイク Jim Kiick                   | RB         | ラリー・ブラウン Larry Brown            |
| ディフェンス                             |            |                                         |
| ヴァーン・デン・ヘルダー Vern Den Herder | LE         | ロン・マクドール Ron McDole             |
| マニー・フェルナンデス Manny Fernandez   | LDT        | ビル・ブルンディジ Bill Brundige        |
| ボブ・ハインツ Bob Heinz                 | RDT        | ディロン・タルバート Diron Talbert      |
| ビル・スタンフィル Bill Stanfill         | RDE        | ヴァーロン・ビグズ Verlon Biggs         |
| ダグ・スウィフト Doug Swift              | LOLB       | ジャック・パーディー Jack Pardee        |
| ニック・ブオニコンティ Nick Buoniconti   | MLB        | マイロン・ポティオス Myrono Pottios     |
| マイク・コーレン Mike Kolen              | ROLB       | クリス・ハンバーガー Chris Hanburger    |
| ロイド・マンフォード Lloyd Mumphord      | LCB        | パット・フィッシャー Pat Fischer        |
| カーティス・ジョンソン Curtis Johnson    | RCB        | マイク・バス Mike Bass                  |
| ディック・アンダーソン Dick Anderson     | SS         | ブリッグ・オーエンズ Brig Owens         |
| ジェイク・スコット Jake Scott            | FS         | ルーズベルト・テイラー Roosevelt Taylor |
| スペシャルチーム                         |            |                                         |
| ガロ・イェプレミアン Garo Yepremian      | K          | カート・ナイト Curt Knight              |
| ラリー・シープル Larry Seiple            | P          | マイク・ブラッグ Mike Bragg             |
| ヘッドコーチ                             |            |                                         |
| ドン・シュラ Don Shula                   |            | ジョージ・アレン George Allen           |

## トーナメント表
| |                                       |                       |                                       |                        |                                              |                     |                     |  |  |  |  |  |
| |                                       |                       | ディビジョナルプレイオフ              |                        |                                              |                     |                     |  |  |  |  |  |
| |                                       |                       | 12月24日 マイアミ・オレンジボウル     |                        |                                              |                     |                     |  |  |  |  |  |
| | AFCチャンピオンシップ                 |                       |                                       |                        |                                              |                     |                     |  |  |  |  |  |
| | ブラウンズ                            | 14                    |                                       |                        |                                              |                     |                     |  |  |  |  |  |
| | ブラウンズ                            | 14                    | 12月31日 スリー・リバース・スタジアム |                        |                                              |                     |                     |  |  |  |  |  |
| | ドルフィンズ                          | 20                    |                                       |                        |                                              |                     |                     |  |  |  |  |  |
| | ドルフィンズ                          | 20                    | ドルフィンズ                          | 21                     |                                              |                     |                     |  |  |  |  |  |
| | 12月23日 スリー・リバース・スタジアム |                       | ドルフィンズ                          | 21                     |                                              |                     |                     |  |  |  |  |  |
| |                                       |                       | スティーラーズ                        | 17                     |                                              | 第7回スーパーボウル | 第7回スーパーボウル |  |  |  |  |  |
| | レイダース                            | 7                     | スティーラーズ                        | 17                     |                                              | 第7回スーパーボウル | 第7回スーパーボウル |  |  |  |  |  |
| | レイダース                            | 7                     |                                       |                        | 1月14日 ロサンゼルス・メモリアル・コロシアム |                     |                     |  |  |  |  |  |
| | スティーラーズ                        | 13                    |                                       |                        |                                              |                     |                     |  |  |  |  |  |
| | スティーラーズ                        | 13                    | ドルフィンズ                          | 14                     |                                              |                     |                     |  |  |  |  |  |
| | 12月23日 キャンドルスティック・パーク |                       | ドルフィンズ                          | 14                     |                                              |                     |                     |  |  |  |  |  |
| | NFCチャンピオンシップ                 | NFCチャンピオンシップ |                                       | レッドスキンズ         | 7                                            |                     |                     |  |  |  |  |  |
| | NFCチャンピオンシップ                 | NFCチャンピオンシップ | カウボーイズ                          | レッドスキンズ         | 7                                            | 30                  |                     |  |  |  |  |  |
| |                                       |                       | カウボーイズ                          | 12月31日 RFKスタジアム |                                              | 30                  |                     |  |  |  |  |  |
| | 49ers                                 | 28                    |                                       |                        |                                              |                     |                     |  |  |  |  |  |
| | 49ers                                 | 28                    | カウボーイズ                          | 3                      |                                              |                     |                     |  |  |  |  |  |
| | 12月24日 RFKスタジアム                |                       | カウボーイズ                          | 3                      |                                              |                     |                     |  |  |  |  |  |
| |                                       |                       | レッドスキンズ                        | 26                     |                                              |                     |                     |  |  |  |  |  |
| | パッカーズ                            | 3                     | レッドスキンズ                        | 26                     |                                              |                     |                     |  |  |  |  |  |
| | パッカーズ                            | 3                     |                                       |                        |                                              |                     |                     |  |  |  |  |  |
| | レッドスキンズ                        | 16                    |                                       |                        |                                              |                     |                     |  |  |  |  |  |
| | レッドスキンズ                        | 16                    |                                       |                        |                                              |                     |                     |  |  |  |  |  |
| - 同地区のチームが対戦しないように、ディヴィジョナルプレイオフの試合は組まれている。 - いずれのホームで開催するかについては現行のシード順ではなく、毎年のローテーションで決定されていた。 |                                       |                       |                                       |                        |                                              |                     |                     |  |  |  |  |  |